# Cherchell
Cherchell (în arabă شرشال) este o comună din provincia Tipaza, Algeria.
Populația comunei este de 48.056 locuitori (2008).